# Chiesa di San Lorenzo (Villanova Marchesana)
La chiesa di San Lorenzo Diacono e Martire, citata anche più semplicemente come chiesa di San Lorenzo, è una chiesa sita nel centro dell'abitato di Canalnovo, frazione del comune di Villanova Marchesana.
Edificata nella metà del XVII secolo sul precedente edificio eretto nel 1260 dai monaci benedettini qui stabilitisi dopo la rotta di Ficarolo, è, nella suddivisione territoriale della chiesa cattolica, collocata nel vicariato di Crespino-Polesella, a sua volta parte della Diocesi di Adria-Rovigo, ed è sede parrocchiale dal 1956.
Il campanile è invece di epoca successiva, edificato nel 1966 su progetto dell'ingegnere Dino Stori.

### Pubblicazioni
- Giuseppe Ferrari (a cura di), Villanova Marchesana: monografia e leggende secondo la viva fresca sorgente della tradizione popolare (PDF), in I Quaderni dell'Accademia del tartufo del Delta del Po, n. 31, ISSN no (WC · ACNP).